# Richard Strauss
Richard Strauss (ur. 11 czerwca 1864 w Monachium, zm. 8 września 1949 w Garmisch-Partenkirchen) – niemiecki kompozytor muzyki późnego romantyzmu, dyrygent.

## Życiorys
Strauss był synem waltornisty Franza Straussa. W młodości otrzymał od ojca staranne wykształcenie muzyczne i bardzo wcześnie zaczął komponować. W 1882 wstąpił na uniwersytet w Monachium, jednak po roku porzucił studia i wyjechał do Berlina. W 1885 został asystentem dyrygenta Hansa von Bülowa, a po roku zajął jego miejsce. Jego pierwsze kompozycje utrzymane są w stylu Schumanna i Mendelssohna. Pod wpływem skrzypka Aleksandra Rittera zainteresował się Wagnerem.
Nowe zainteresowanie zaowocowało poematem symfonicznym Don Juan, który jest uważany za pierwszy dojrzały utwór Straussa. Premiera w roku 1889 podzieliła publiczność, jednak kompozytor skomentował to w następujący sposób: „Teraz pocieszam się myślą, że jestem na drodze, którą chciałem obrać, w pełni świadomy, że nie było artysty, którego ludzie nie nazwaliby szalonym”. W późniejszych latach przyszły kolejne poematy symfoniczne: Tod und Verklärung (Śmierć i przemienienie, 1888-89), Till Eulenspiegels lustige Streiche (Ucieszne figle Dyla Sowizdrzała, 1894-95), Also sprach Zarathustra (Tako rzecze Zaratustra, 1896), Don Kichot (1897) i Ein Heldenleben (Życie bohatera, 1897-98).
Pod koniec XIX wieku Strauss zwrócił się ku operze. Pierwsze dwie próby – Guntram z 1894 i Feuersnot z 1901 okazały się porażkami, lecz na Salome z 1905 publiczność reagowała równie gorąco i skrajnie jak na Don Juana. Niekonwencjonalny temat dzieła, jak również wprowadzenie do muzyki dysonansów i rozbudowanej chromatyki, zapewniły operze bardzo duże zainteresowanie. W Nowym Jorku publiczność protestowała z powodu zejścia dzieła ze sceny już po jednym przedstawieniu w Metropolitan Opera.
Jednym z najważniejszych gatunków w twórczości Straussa były pieśni, których skomponował około 150.
Strauss był kapelmistrzem orkiestr w Meiningen, Monachium, Berlinie i w Wiedniu. Jego muzyka pozostała pod wpływem Wagnera.
Jego nazwisko figurowało na Gottbegnadeten-Liste (Lista obdarzonych łaską Bożą w III Rzeszy) wśród Niezastąpionych.

## Odznaczenia
- Order Sokoła Białego (Saksonia-Weimar, 1892)[1]
- Kawaler Orderu Karola III (Hiszpania, 1898)[1]
- Order Korony Żelaznej III Klasy (Austria, 1900)[1]
- Order Orła Czerwonego IV Klasy (Prusy, 1902)[1]
- Order Królewski Korony III Klasy (Prusy, 1906)[1]
- Kawaler Legii Honorowej (Francja, 1907)[1]
- Komandor Orderu Świętego Karola (Monako, 1907)[1]
- Order Maksymiliana za Naukę i Sztukę (Bawaria, 1910)[1][2]
- Komandor II klasy Orderu Ernestyńskiego (Saksonia-Koburg-Gotha, 1913)[1]
- Oficer Legii Honorowej (Francja, 1914)[1]
- Krzyż Oficerski Orderu Alberta (Saksonia, 1917)[1]
- Krzyż Wielki Orderu Zbawiciela (Grecja, 1924)[1]
- Order Pour le Mérite (Prusy, 1924)[1][3]
- Komandor Orderu Danebroga (Dania, 1929)[1]
- Wielki Oficer Orderu Oranje-Nassau (Holandia, 1934)[1]
- Komandor Orderu Korony (Belgia, 1939)[1]
- Wielki Oficer Orderu Korony Dębowej (Luksemburg, 1939)[1]

## Najważniejsze dzieła
- Koncert waltorniowy Es-dur nr 1 (1882-1883)
- Don Juan – poemat symfoniczny (1889)
- Makbet (Macbeth) – poemat symfoniczny (1890)
- Śmierć i przemienienie (niem. Tod und Verklärung) – poemat symfoniczny (1890)
- Dyl Sowizdrzał (niem. Till Eulenspiegels lustige Streiche) – poemat symfoniczny (1895)
- Tako rzecze Zaratustra (niem. Also sprach Zarathustra) – poemat symfoniczny (1896)
- Don Kichot (Don Quixote) – poemat symfoniczny w formie wariacji na wiolonczelę, altówkę i orkiestrę (1898)
- Życie bohatera (niem. Ein Heldenleben) – poemat symfoniczny (1898)
- Symfonia domowa (Symphonia domestica) – (1903)
- Salome – opera (1905)
- Elektra – opera (1909)
- Kawaler z różą (niem. Der Rosenkavalier) – opera (1911)
- Ariadna na Naksos (niem. Ariadne auf Naxos) – opera (1912)
- Symfonia alpejska (niem. Alpensinfonie) – (1915)
- Kobieta bez cienia (niem. Die Frau ohne Schatten) – opera (1919)
- Intermezzo – opera (1924)
- Helena egipska (niem. Die Ägyptische Helena) – opera (1928)
- Arabella – opera (1933)
- Milcząca kobieta (niem. Die Schweigsame Frau) – opera (1935)
- Dzień pokoju (niem. Friedenstag) – opera (1938)
- Dafne (niem. Daphne) – opera (1938)
- Miłość Danae (niem. Die Liebe der Danae) – opera
- Capriccio – opera (1942)
- Koncert waltorniowy Es-dur nr 2 (1942)
- Metamorfozy (niem. Metamorphosen) na 23 instrumenty smyczkowe
- Koncert obojowy D-dur (1945)
- Cztery ostatnie pieśni (niem. Vier letzte Lieder) – 4 pieśni na sopran i orkiestrę (1948)